# Їржі Волькер
Їржі Вóлькер (чеськ. Jiří Wolker; 29 березня 1900, Простейов — 3 січня 1924) — чеський поет, прозаїк, драматург.

## Біографія
Народився у Простейові, в заможній родині Фердинанда Волькера. У дитинстві значний вплив, зокрема й у питаннях літератури та мистецтва, на нього мала мати. Навчався в гімназії Простєйова, де вперше почав друкуватися в шкільних часописах. Був активним учасником руху «Сокіл» та скаутом, у 16 років написав щоденник про життя в таборі, який був опублікований.
Згодом у Празі вивчав право, а також відвідував лекції відомих чеських літературознавців З. Неєдлого та Ф. К. Шальди. Був учасником Літературного угруповання у Брно та «Дев'єтсилу».
З дитинства хворів на легені, помер від туберкульозу. Похований у Простейові.

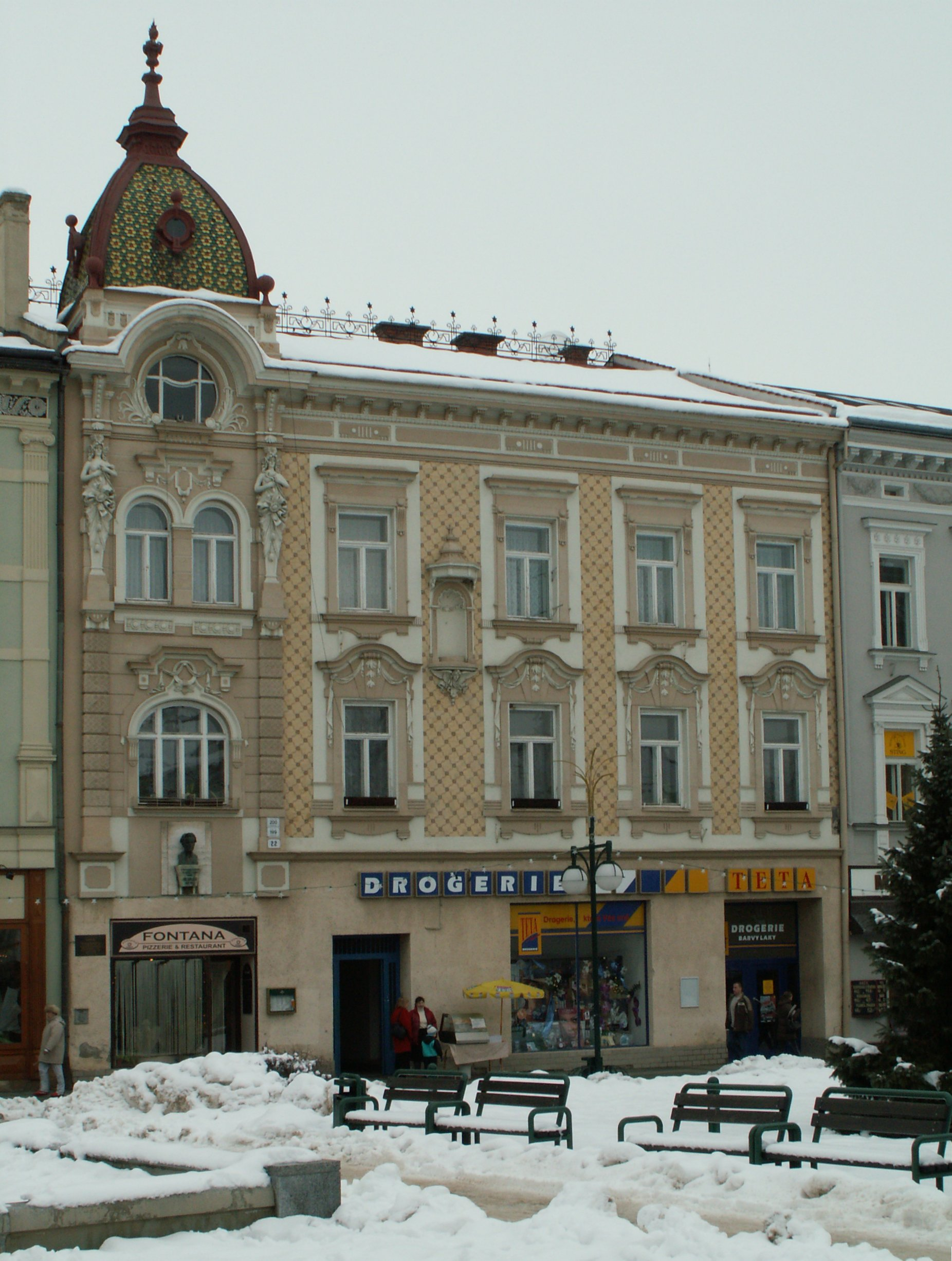
Будинок батьків Волькера у Простейові

## Творчість
|  | Їржі Волькер мав дуже витончену і чітку уяву. Якщо навіть час покаже, що він не був оригінальним стилістом чи шліфувальником вірша і рими, цей час ніколи не зможе змінити його рідкісного вміння композиції. |

Творчість поета поділяється на два періоди, відповідно до виданих поетичних збірок.
- Ранні поезії — ті, що були написані у 1918—1920 роках і не увійшли до першої книги. Ці твори відображають впливи таких поетів, як Ш. Бодлер, П. Верлен, К. Главачек, Ф. Шрамек.

- Збірка «Гість у дім» (Host do domu) була надрукована 1921 року. Її основні риси — метафоричність, ліричність. Це була своєрідна відповідь молодого покоління на жахи Першої світової війни. Вона полягала у прославлянні простого, щоденного життя, предметів і людей. Основні мотиви — любові та самотності. Структурно книга складається з трьох частин: «Юнак» (Chlapec), «Розіп'яте серце» (Ukřižované srdce) та «Гість у дім» (Host do domu). Показовими для збірки є вірші «Поштова скринька» (Poštovní schránka), «Речі» (Věci).

До першого видання не потрапила, але пізніше завжди включалася до складу збірки і поема «Сватий Копечек» (Svatý Kopeček). Вона розповідає про день, проведений поетом у гостях у бабусі на Сватому Копечку біля Оломоуца. Вільним переходом від мотиву до мотиву, політематичністю поема завдячує впливові «Зони» Г. Аполлінера. Її називають переломом у творчості Волькера: соціальні мотиви, заклики до перетворення світу починають домінувати.
- «Пролетарське мистецтво» — лекція проголошена Волькером від імені всіх учасників «Дев'єтсилу» 13 березня 1922 року, маніфест угруповання. У ньому названо такі ознаки нового мистецтва: революційність, колективність, тенденційність та оптимізм. При цьому революційність розуміється як відхід від старих канонів мистецтва, колективність — як тяжіння до висловлення колективних думок і почуттів, тенденційність — як усвідомлення митцями свого завдання, а оптимізм — як уміння насолоджуватися життям[8]. Волькер стає чільним представником угруповання «Девʼєтсил», репрезентуючи перший етап його розвитку — пролетарську поезію.

- Друга збірка поезій «Тяжка година» (Těžká hodina) побачила світ у 1922 році. У ній помітний перехід до монументальності та епічності зображення. У вірші «Тяжка година» поет описує власне переродження: одне своє серце, хлопчаче, він поховав, у ньому має народитися нове — чоловіче. Роздуми потрібно замінити на дії, самотню особистість — на колектив. До цієї збірки входить, зокрема, і низка соціальних балад, які продовжують традиції чеської балади К. Я. Ербена та П. Безруча. Це зокрема «Балада про ненароджену дитину» (Balada o nenarozeném dítěti), «Балада про сон» (Balada o snu), «Балада про кочегарові очі» (Balada o očích topičových). Вони подають історії повсякденного життя, підносячи їх до рівня філософського узагальнення на тему соціальної нерівності.

- Поезії, що не увійшли до збірок, написані у 1922—1923 роках («На лікарняне ліжко пада світло» та інші).

- Драми (збірка «Три п'єси» 1923 року), казки, новели, уривок з роману.

## Волькер в Україні
У радянські часи Волькер був одним із тих письменників Чехії, якими активно цікавилися українські критики і перекладачі, адже він належав до т. зв. «пролетарських поетів».
Перші публікації про поета українською мовою з'явилися через рік після його смерті. Вже цей невеликий відгук містить чимало емоційних позитивних оцінок поета. Серед найбільш змістовних матеріалів про Волькера — стаття А. Павлюка «Нова чеська поезія». У ній детально проаналізовано творчість поета за періодами, а також окремі тексти в перекладі українською.
Поезія Волькера привертала активну увагу критиків у 1960—70-ті роки. Це матеріали З. Геник-Березовської, Н. Копистянської, Р. Лубківського, М. Рябчука, В. Житника. У них творчість поета проаналізовано детально, проте часом доволі тенденційно, що мало створити образ Волькера як письменника, прихильного до комуністичної ідеології Радянського Союзу. Такий образ за ним і закріпився. Серед спроб нового прочитання поезії Волькера та її місця в історії чеської літератури — робота І. Забіяки.

### Переклади
Перші переклади з Волькера з'явилися українською у 1925 році в журналі «Культура».
У 1920-х роках його перекладали С. Масляк, Р. Роздольський, А. Павлюк, В. Поліщук, Мирослав Ірчан. Переклади окремих віршів та оповідань друкували «Культура», «ВАПЛІТЕ», «Червоний шлях», «Нова хата», «Світ», «Плужанин», «Нові шляхи». Дослідники (Л. Новиченко, З. Геник-Березовська) вказують на стилістичну спорідненість творчості Волькера та Ірчана та навіть на можливість їх особистого знайомства.
У 1964 році побачила світ збірка «Чеська поезія. Антологія», де творчість поета представлена дев'ятьма поезіями (перекладачі — М. Лукаш, Є. Нарубіна та Г. Коновалов, М. Житний). У 1970 році велику добірку його текстів підготував часопис «Жовтень» (№ 3) у зв'язку із 70-літтям поета. Найвідоміші перекладачі цього періоду: Д. Павличко, Г. Кочур, Р. Лубківський, Л.Череватенко, В. Струтинський, П. Марусик.
Підсумком перекладацької роботи над творчістю Волькера є окрема книжка його поезії, видана українською у 1986 році. У ній міститься розлога передмова В. Житника та переклади значної кількості творів (перекладачі — В. Житник, Л. Череватенко, Р. Лубківський, М. Рябчук, Г. Кочур, М. Лукаш, Д. Павличко, В. Струтинський, Є. Нарубіна та Г. Коновалов).